# 流転の地球 -太陽系脱出計画-
『流転の地球 -太陽系脱出計画-』（るてんのちきゅう たいようけいだっしゅつけいかく、中国語: 流浪地球2、英語: The Wandering Earth II）は、2023年に公開された中国のSF映画。劉慈欣（リウ・ツーシン）による短編小説『流浪地球』（角川文庫刊）を原作としている映画二作目であり、前作『流転の地球』の前日譚である。

## 登場人物
リウ・ペイチアン（劉培強）
演 - 呉京（ウー・ジン）、日本語吹替 - 野島裕史
前作『流転の地球』の主人公でもある。本作では予備宇宙飛行士から一人前になる成長過程が描かれる。両親は戦乱中のガボンの首都・リーブルヴィルでヘリコプター墜落事故で死亡した。
トゥー・ホンユー（図恒宇）
演 - 劉德華（アンディ・ラウ）、日本語吹替 - 井上和彦
中国科学院に所属する量子力学の科学者。かつて同科学院のデジタル生命研究所に所属していたある日、自分の不注意により、運転していた車が事故に遭い、後部座席に座っていた妻と娘が命を失った。そのため、デジタル生命に関する研究が禁止された後も、娘をデジタル生命として復活させる研究を粘り強く続けている。
ジョウ・ジョウジー（周喆直）
演 - 李雪健（リー・シュエチェン）、日本語吹替 - 及川いぞう
地球連合政府（中: 地球联合政府、英: United Earth Government, UEG）に駐在する中華人民共和国の代表。外見・人格は中華人民共和国の初代国務院総理（首相）・周恩来と酷似しており、俳優本人も取材において、周恩来、陳毅、伍修権など、中国歴代の外交官の演説記録を演技の参考として閲覧したことを認めた。
ジャン・ポン（張鵬）
演 - 沙溢（シャー・イー）、日本語吹替 - 山本兼平
ベテラン飛行士で、リウ・ペイチアンの恩師。ペイチアンが両親を失った後、両親代わりに彼の面倒を見てきた。
マー・ジャオ（馬兆）
演 - 寧理（ニン・リー）、日本語吹替 - 早川毅
中国科学院に所属する科学者で、トゥー・ホンユーの上司。かつては同科学院のデジタル生命研究所の所長も務めた。集団主義者。
ハン・ドゥオドゥオ（韓朶朶）
演 - 王智（ワン・ジー）、日本語吹替 - 折井あゆみ
前作『流転の地球』にて臨終シーンのみで登場する、リウ・ペイチアンと同期に予備宇宙飛行士の訓練を受けた女性宇宙飛行士。後にペイチアンと結婚したが、長い間大気圏外で仕事をしてきたため、放射線による重病を患い若死にした。
ハオ・シャオシー（郝暁晞）
演 - 朱顔曼滋（シュ・ヤンマンツー）、日本語吹替 - 大関英里
地球連合政府に駐在する中華人民共和国の外交官で、ジョウ・ジョウジーの助手。
マイク（Mike）
演 - Andy Friend
地球連合政府に駐在するアメリカ合衆国の代表。
トゥー・ヤーヤー（図丫丫）
演 - 王若熹（ワン・ルオシー）、日本語吹替 - 大橋彩香
トゥー・ホンユーの娘。運転事故で死亡したが、意識は父によって量子コンピュータに入力され保存された。
アンドレイ・ゴラシノフ（Andre Graschnov）
演 - Vitalli Makarychev
ロシア人のベテラン飛行士。ジャン・ポンの親友で、彼に「ノフ」と愛称されている。
MOSS
声 - 劉琮
550W型量子コンピューターに内蔵される人工知能。「550W」をひっくり返して得た「MOSS」という愛称を自ら命名。

## エピソード
- ジョウ・ジョウジー（周喆直）役の李雪健は鼻咽喉癌の治療を受けた時に、声帯に損傷を与えられたため、言葉を上手く発音できなかったが、制作側はAI技術で彼の声を修復することを実現した。本作の音声編集監督を務めた邱逸は、「ハリウッドでさえできなかったことを成し遂げた」と言って誇った[10]。
- 前作『流転の地球』でハン・ドゥオドゥオ（韓朶朶）の父であるハン・ズーアン（韓子昂）を演じた呉孟達（ン・マンタ）は2021年に亡くなったが、本作はCG技術で彼を短時間に再登場させた[11]。
- 本作のポストプロダクション監督及び美術監督を務めた王志堅によると、本作の興行収入はあまり好ましくなく、膨大な制作費をかろうじて回収できる程度に留まった[12]。

## ソフト化
- 日本語吹替を収録したBlu-ray DiscとDVDは、ツインより2024年9月4日発売[6]。
- 海外では4K版を収録したUltra HD Blu-rayも発売された[13]。